# Teyjat
Teyjat é uma comuna francesa na região administrativa da Nova Aquitânia, no departamento Dordonha. Estende-se por uma área de 17,17 km². Em 2010 a comuna tinha 279 habitantes (densidade: 16,2 hab./km²).